# BMW 114
Il BMW 114 era un motore aeronautico radiale a ciclo Diesel 4 tempi, a 9 cilindri sistemati su una singola stella, raffreddato ad acqua.
Realizzato dalla tedesca BMW Flugmotorenbau GmbH venne sviluppato dal BMW 132 e dal quale si differenziava per l'alimentazione a gasolio (ciclo Diesel) anziché a benzina (ciclo Otto) e per essere raffreddato a liquido anziché ad aria. I radiatori ai quali erano affidati il raffreddamento del motore erano sistemati tra i cilindri per non incrementare la sezione frontale del motore a discapito dell'aerodinamica.
Nel 1936 ne furono realizzati diversi esemplari sperimentali ma a causa di grossi problemi tecnici mai risolti venne deciso di annullarne definitivamente il progetto già nel 1937 senza che venisse mai avviato alla produzione in serie.